# Didner & Gerge
Didner & Gerge Fonder Aktiebolag var ett fristående fondbolag med säte i Uppsala, grundat 1994. Didner & Gerge hade en tydligt aktiv förvaltningsfilosofi. Bolaget har sex aktiefonder med ett samlat förvaltningskapital på cirka 50 miljarder kronor.

## Historia
Bolaget grundades 1994 av Henrik Didner och Adam Gerge, som ett av Sveriges första fristående fondbolag. Henrik Didner och Adam Gerge träffades på Företagsekonomiska institutionen i Uppsala 1989. Sverigefonden presterade bättre än alla andra Sverigefonder redan de första åren och växte snabbt då den fanns med i fondurvalet hos Premiepensionsmyndigheten vid införandet av det nya pensionssystemet i Sverige hösten 2000.
Didner & Gerge såldes till Carnegie Fonder i juni 2024.

## Produkter
- Didner och Gerge Aktiefond
- Didner & Gerge Småbolag
- Didner & Gerge Global
- Didner & Gerge Small & Microcap
- Didner & Gerge US Small & Microcap
- Didner & Gerge Resilient World Small Cap

## Utmärkelser
- 2012: Didner & Gerge Aktiefond utses till Årets Sverigefond, Didner & Gerge Småbolag utses till Årets Småbolagsfond och Didner & Gerge utses till Årets fondbolag av Privata Affärer.[5]
- 2013: Didner & Gerge Aktiefond utses till Årets Fond av Privata Affärer.[6]
- 2018: Thomson Reuters Lipper - Bästa mindre fondbolag i Norden 3 år, utmärkelse för samtliga fem fonder sammantaget.[7]